# Jutta Leerdam
Jutta Monica Leerdam (* 30. Dezember 1998 in ’s-Gravenzande) ist eine niederländische Eisschnellläuferin. Seit 2018 startet sie im Weltcup. Ihre größten Erfolge feierte sie auf der 1000-Meter-Strecke, auf der sie 2022 eine olympische Silbermedaille gewann und 2020 sowie 2023 Weltmeisterin wurde. Weitere Weltmeistertitel errang sie im Teamsprint sowie im Sprintmehrkampf. Neben ihren sportlichen Erfolgen gewann Leerdam auch durch ihr medienwirksames Auftreten insbesondere in den sozialen Medien an Popularität.

## Werdegang

### Anfänge und Zeit als Juniorin (bis 2018)
Jutta Leerdam stammt aus der Gemeinde Westland in der niederländischen Provinz Zuid-Holland, wo ihr Vater eine Tomatenfarm besitzt. Sie ist das drittälteste von vier Geschwisterkindern und wurde nach der deutschen Windsurferin Jutta Müller benannt. In ihrer Kindheit spielte sie mehrere Jahre Hockey und begann erst vergleichsweise spät im Alter von elf Jahren mit dem Eisschnelllauftraining in Pijnacker. Ihre Entscheidung für den Eisschnelllauf begründete sie in einem späteren Interview zum einen damit, dass ihre Leistung dort genau anhand der gelaufenen Zeiten messbar sei und zum anderen damit, dass sie – anders als in der Teamsportart Hockey – die volle Verantwortung für ihr Abschneiden selbst trage. Nach Erfolgen auf Vereinsebene wurde sie im Jugendalter in die südholländische Provinzauswahl aufgenommen.
In ihren ersten Jahren als Eisschnellläuferin profitierte Leerdam vor allem von ihrer Kraft, während ihre Technik weniger ausgefeilt war. Die Nachwuchstrainerin Jetske Wiersma, die Leerdam ab 2015 betreute, bescheinigte ihr einen ausgesprochen großen Ehrgeiz und sagte, die Athletin habe sie oft nach Verbesserungsmöglichkeiten gefragt. Laut Arnold van der Poel, einem weiteren Trainer aus Leerdams Zeit als Juniorin am regionalen Talentezentrum (RTC Zuidwest), lernte sie auch wegen ihrer perfektionistischen Veranlagung schnell. Ihre Körpergröße von 1,81 Metern war laut Leerdam sowohl mit Vorteilen als auch mit Nachteilen verbunden: In einem Interview 2016 erklärte sie, am Start könne sie weitere Schritte machen, habe aber dafür manchmal auch das Gefühl, über ihre Beine zu stolpern. Im späteren Verlauf ihrer sportlichen Karriere wurde Leerdam medial mit dem russischen Weltrekordsprinter Pawel Kulischnikow verglichen. Grundlage dafür war neben ihrem Körperbau mit langen muskulösen Beinen der als ähnlich beschriebene Laufstil mit einem „etwas trägen, aber sehr effizienten Abstoß“. Leerdam selbst sah dagegen keine Stilähnlichkeiten mit Kulischnikow.
Leerdams Stärken lagen insbesondere auf den Kurz- und Mittelstrecken (500 Meter bis 1500 Meter), sie erhielt jedoch eine Ausbildung auf allen Distanzen als Allround-Mehrkämpferin. Als 18-Jährige wurde sie Anfang 2017 in Helsinki vor ihrer Landsfrau Joy Beune Juniorenweltmeisterin im Vierkampf. Ein Jahr später gewann sie bei der Junioren-WM in Salt Lake City hinter Beune die Mehrkampf-Silbermedaille. Außerdem holte sie in Salt Lake City Gold in der Teamverfolgung (mit Beune und Elisa Dul) sowie im Teamsprint (mit Michelle de Jong und Femke Beuling).

### Teamzugehörigkeiten und internationale Erfolge als Profi (seit 2018)
Mit 19 Jahren trat Leerdam im Juni 2018 dem kommerziell gesponserten Team IKO bei, wo sie unter anderem gemeinsam mit der Olympiasiegerin Jorien ter Mors trainierte. In den folgenden Jahren wechselte sie mehrfach die Mannschaft: 2019 schloss sie sich dem Team Reggeborgh unter Anleitung von Gerard van Velde an; 2020 verließen Leerdam und ihr damaliger Lebensgefährte Koen Verweij das Team Reggeborgh und gründeten eine eigene Trainingsgruppe, die den Namen des Hauptsponsors Worldstream trug. Im April 2022 erklärte Leerdam ihren Wechsel von Worldstream zum von Jac Orie betreuten Team Jumbo-Visma. Das Team Worldstream löste sich kurz danach auf, im Sommer 2022 gaben Leerdam und Verweij auch die private Trennung bekannt. Leerdam sprach 2023 in einem Interview davon, dass der Wechsel von Worldstream zu Jumbo-Visma mit einer größeren Umstellung verbunden gewesen sei. Bei Worldstream habe sie als erfolgreichste Athletin stets im Zentrum gestanden und regelmäßiges Feedback von ihren beiden Betreuern Kosta Poltavets und Rutger Tijssen bekommen, während Jac Orie als Trainer bei Jumbo-Visma seine Aufmerksamkeit auf mehrere Topläufer (wie etwa neben ihr Jorrit Bergsma und Thomas Krol) verteilen müsse. Sie erhalte deswegen nicht ständig Verbesserungsvorschläge oder Bestätigung, was sie anfänglich verunsicherte, später aber zu mehr Selbstvertrauen geführt habe.
In ihren ersten Jahren als Profi-Eisschnellläuferin bei den Erwachsenen feierte Leerdam schnell internationale Erfolge. Sie debütierte Mitte November 2018 in Obihiro im Eisschnelllauf-Weltcup und siegte dort im gleichen Monat in Tomakomai zum ersten Mal in einem Teamsprint zusammen mit Janine Smit und Letitia de Jong. In ihren ersten 1000-Meter-Weltcuprennen erreichte sie jeweils Top-Ten-Ergebnisse. Bei der Einzelstrecken-WM 2019 in Inzell belegte sie auf dieser Distanz den fünften Rang und war beste Niederländerin. Sie errang außerdem zusammen mit Smit und de Jong den Weltmeistertitel im Teamsprint. Bei der WM 2020 in Salt Lake City verteidigte sie den Teamsprint-Titel (nun mit Femke Kok anstelle von Janine Smit) und wurde Weltmeisterin über 1000 Meter. Dabei stellte sie mit 1:11,84 Minuten einen niederländischen Rekord auf und verpasste den von Brittany Bowe gehaltenen Weltrekord um 0,23 Sekunden. Ihr Vorsprung auf die zweit- und drittplatzierten Olga Fatkulina und Miho Takagi betrug etwa eine halbe Sekunde. Im gleichen Winter wurde Leerdam über 1000 Meter Europameisterin und feierte – am Saisonende im Heerenveener Thialf-Stadion – ihren ersten Einzel-Weltcupsieg. Auf nationaler Ebene hatte sie schon im Januar 2019 den Titel im Sprintmehrkampf und im Dezember 2019 die Titel über 500 Meter und 1000 Meter gewonnen. In den nächsten Jahren (bis 2023) folgten sechs weitere niederländische Titel: drei über 1000 Meter (2021, 2022 und 2023), zwei im Sprintmehrkampf (2021 und 2023) sowie einer über 500 Meter (2022). Auch über 1500 Meter gewann sie im nationalen Vergleich mehrere Medaillen.
In der wegen der COVID-19-Pandemie deutlich verkürzten Saison 2020/21 fanden alle internationalen Rennen in Heerenveen statt. Leerdam wurde vor Angelina Golikowa und Femke Kok Europameisterin im Sprintmehrkampf und gewann bei der Einzelstrecken-WM die Silbermedaille über 1000 Meter mit einer halben Sekunde Rückstand auf Brittany Bowe. Im folgenden Winter wurde sie 1000-Meter-Europameisterin und nahm an den Olympischen Winterspielen 2022 in Peking teil, bei denen sie Rang fünf über 500 Meter belegte und die Silbermedaille über 1000 Meter hinter Miho Takagi gewann. Am Saisonende holte sie bei der Sprint-WM in Hamar – in Abwesenheit zahlreicher Topathletinnen – die Weltmeistertitel im Sprintmehrkampf und im Teamsprint. 2022/23 entschied Leerdam alle 1000-Meter-Wettkämpfe, an denen sie teilnahm, für sich. Dazu zählten fünf Weltcupwettbewerbe sowie das Rennen bei der Einzelstrecken-WM, das sie mit 1,23 Sekunden Vorsprung auf die zweitplatzierte Antoinette Rijpma-de Jong beendete. Im 1000-Meter-Gesamtklassement der Weltcupsaison belegte Leerdam den zweiten Rang (mit einem Punkt Rückstand auf Miho Takagi), weil sie auf die Teilnahme an einem der insgesamt sechs Rennen zur besseren Vorbereitung auf die Weltmeisterschaften verzichtet hatte.

### Öffentliches Bild
Seit dem Beginn ihrer internationalen Laufbahn beschreiben niederländische Zeitungen wie De Volkskrant oder das NRC Handelsblad Jutta Leerdam als „mediageniek“ (auf Deutsch in etwa: medienwirksam oder telegen). Sie tritt mit markantem schwarzen Lidstrich auf, den sie als ihr Markenzeichen ansieht. 2019 wurde Leerdam vom Männermagazin FHM zur schönsten Sportlerin der Niederlande gewählt. Ende 2021 war sie mit mehr als zwei Millionen Followern bei Instagram die beliebteste weibliche niederländische Athletin auf der Social-Media-Plattform vor der Fußballspielerin Lieke Martens. Bei ihren Beiträgen orientierte sich Leerdam nach Ansicht der Kommunikationswissenschaftlerin Eva van Reijmersdal unter anderem an bekannten Social-Media-Persönlichkeiten wie den Kardashians oder Emily Ratajkowski, indem sie ihren Körper bewusst inszenierte. Die Moderatorin und Modedesignerin Nikkie Plessen, die zwischenzeitlich Leerdams Bekleidungssponsorin war, bezeichnete die Sportlerin wegen ihrer Ausdauer und Zielstrebigkeit als Vorbild für viele Frauen. 2022 nahm Leerdam an einer Werbekampagne der Modemarke Christian Dior teil. Das NRC Handelsblad nannte Leerdam eine „Skatefluencerin“ und sah in ihr zugleich eine sorgfältig gehütete Marke, weil ihr Management die medialen Auftritte der Sportlerin bewusst plane und steuere. Nach Ansicht der Tageszeitung Trouw trug Leerdam – auch durch ihre Beziehung zum US-amerikanischen Boxer und YouTuber Jake Paul ab 2023 – stark zur internationalen Ausstrahlung des Eisschnelllaufs bei, weil junge Fans durch ihre Onlinepräsenz auf die Sportart aufmerksam würden.

## Persönliche Bestzeiten
- 500 m:      37,14 s (aufgestellt am 27. Dezember 2022 in Heerenveen)
- 1000 m:    1:11,84 min (aufgestellt am 15. Februar 2020 in Salt Lake City)
- 1500 m:    1:53,64 min (aufgestellt am 29. Oktober 2021 in Heerenveen)
- 3000 m:    4:05,19 min (aufgestellt am 10. März 2018 in Salt Lake City)

## Teilnahmen an Olympischen Winterspielen und Weltmeisterschaften

### Olympische Spiele
- 2022 Peking: 2. Platz 500 m, 5. Platz 1000 m

### Einzelstrecken-Weltmeisterschaften
- 2019 Inzell: 1. Platz Teamsprint, 5. Platz 1000 m, 16. Platz 500 m
- 2020 Salt Lake City: 1. Platz Teamsprint, 1. Platz 1000 m, 8. Platz 500 m
- 2021 Heerenveen: 2. Platz 1000 m, 4. Platz 500 m
- 2023 Heerenveen: 1. Platz 1000 m, 3. Platz 500 m, 7. Platz 1500 m
- 2024 Calgary: 3. Platz 1000 m, 4. Platz Teamsprint, 6. Platz 500 m
- 2025 Hamar: 1. Platz Teamsprint, 2. Platz 500 m, 3. Platz 1000 m

### Sprint-Weltmeisterschaften
- 2019 Heerenveen: 10. Platz Sprint-Mehrkampf
- 2020 Hamar: 5. Platz Sprint-Mehrkampf
- 2022 Hamar: 1. Platz Sprint-Mehrkampf, 1. Platz Teamsprint
- 2024 Inzell: 3. Platz Sprint-Mehrkampf

## Weltcupsiege

### Weltcupsiege im Einzel
| Nr. | Datum             | Ort                 | Disziplin |
| --- | ----------------- | ------------------- | --------- |
| 1.  | 7. März 2020      | Heerenveen          | 1000 m    |
| 2.  | 13. November 2022 | Stavanger           | 1000 m    |
| 3.  | 18. November 2022 | Heerenveen          | 1000 m    |
| 4.  | 11. Dezember 2022 | Calgary             | 1000 m    |
| 5.  | 18. Dezember 2022 | Calgary             | 1000 m    |
| 6.  | 19. Februar 2023  | Tomaszów Mazowiecki | 1000 m    |
| 7.  | 10. November 2023 | Obihiro             | 1000 m    |
| 8.  | 1. Dezember 2023  | Stavanger           | 1000 m    |
| 9.  | 1. März 2025      | Heerenveen          | 1000 m    |

### Weltcupsiege im Team
| Nr. | Datum             | Ort        | Disziplin    |
| --- | ----------------- | ---------- | ------------ |
| 1.  | 25. November 2018 | Tomakomai  | Teamsprint 1 |
| 2.  | 15. November 2019 | Minsk      | Teamsprint 2 |
| 3.  | 6. Dezember 2019  | Nur-Sultan | Teamsprint 2 |